# Phantom Dust
Phantom Dust est un jeu vidéo de type action et TCG développé et édité par Microsoft Game Studios, sorti en 2004 sur Xbox. Une version HD est prévue pour 2017 sur Windows et Xbox One.

## Accueil
- Destructoid : 2,5/10[1]
- GameSpot : 8,5/10[2]
- IGN : 8,5/10[3]